# Fazenda Bom Sucesso
Fazenda Bom Sucesso, também chamada de Fazenda Barão do Rio do Ouro, é uma fazenda histórica localizada no Vale do Paraíba, mais precisamente no município de Paraíba do Sul.

## Estrutura
A casa sede está completamente abandonada,  encoberta por bambuzal plantado, com vegetação invadindo os cômodos de fundos onde não há mais pisos, forros, portas e janelas.
É uma casa térrea com porão, em ruínas, com as características de um chalé (challet), provavelmente construído no século XIX.  As janelas apresentam duas folhas em venezianas de madeira.
As paredes internas, principalmente do Salão, exibem  belíssimas pinturas retratando as cenas de caça do Barão do Rio do Ouro, atribuídas à José Maria Villaronga. 

## História
A origem desta fazenda relaciona-se com a história de outras fazendas pertencentes ao comendador Inácio Pereira Nunes, um dos pioneiros na cultura do café em terras de Paraíba do Sul. Nascido na cidade do Rio de Janeiro em 1770, não se sabe ao certo quando chegou à região. Adquiriu várias terras em pura mata e também exercendo a atividade de usurário(agiota), recebeu diversas fazendas como forma de pagamento, através da execução de bens hipotecados a ele.
Ele tinha preferência pelas terras da serra das Abóboras, nas vertentes do rio Paraíba do Sul, adquirindo primeiramente os sítios Água Limpa e Serra da viúva de José Fernandes dos Santos.
Enriqueceu rapidamente com o café, possuindo cerca de 1.000 escravos além de quase 300 bestas de carga, que faziam o transporte dos produtos das suas fazendas até o Porto da Estrela e retornavam de lá com ferramentas necessárias para suas lavouras. A Fazenda do Sossego foi dedicada para o tratamento dos animais de carga.
Era proprietário de tantas terras que ao falecer em 28 de março de 1857, deixou uma fazenda para cada filho (tinha quinze filhos), todas com mais de 100 alqueires de terras, grande parte ainda em pura mata virgem. Das terras de Inácio Pereira Nunes, originaram-se as fazendas: Cachoeira, Caxambu, Santa Tereza, Sossego, Retiro, Fortaleza, Independência, Água-Limpa, Santo André, Serra, Santo Elias, Santa Vitória, Bom Sucesso e Barreira.
Para seu filho Brás, de seu segundo matrimônio, deixou a Fazenda Bom Sucesso. Brás foi o filho que mais se destacou pelo dinamismo e projeção social que alcançou em Paraíba do Sul. Estudou Ciências Políticas em São Paulo e, através da ajuda do Conselheiro José Antonio Saraiva, amigo dos tempos de academia, recebeu o titulo de Barão do Rio do Ouro em 24 de março de 1881. Não era casado e era um bon-vivant, teve diversos filhos com suas mucamas e gostava imensamente de caçadas. Na casa da Fazenda Bom Sucesso pode-se confirmar isso com os painéis parietais pintados na sala de jantar. 
Depois da morte por febre amarela do Barão do Rio do Ouro, não se tem informações de quem herdou esta propriedade, porém no século XX, pertencia Raymundo Machado.